# Ирвин, Ричард
Ричард Ирвин (англ. Richard Irvin; род. 29 марта 1970, Орора, Иллинойс) — американский государственный деятель. Член Республиканской партии, первый афроамериканский мэр города Ороры в штате Иллинойс.

## Биография
Родился и вырос в Ороре в штате Иллинойс, его вырастила мать-одиночка. Выпускник средней школы Восточной Авроры. После школы поступил на службу в армию США и участвовал в войне в Персидском заливе. Получил степень бакалавра в колледже Роберта Морриса, а в 1998 году получил степень доктора права в юридическом колледже Университета Северного Иллинойса. Он работал заместителем учителя в школьном округе Ист-Аврора и адъюнкт-профессором в колледже Роберта Морриса и Университете Северного Иллинойса.
После окончания юридического факультета работал помощником прокурора штата в прокуратуре округа Кук и прокуратуре округа Кейн. В 2001 году был назначен первым общественным прокурором Ороры, что является альтернативной формой правоохранительных органов, направленной на улучшение отношений полиции с жителями и разработку решений для борьбы с наркотиками, проституцией и другими преступлениями против качества жизни. В должности общественного прокурора присоединился к программе Министерства юстиции США «Сорняки и семена», которая была направлена как на агрессивную борьбу с преступностью в определённых областях, так и на обеспечение реконструкции и социальных услуг. Также успешно оказал давление на владельцев жилого комплекса Woodlands Apartments, печально известного насильственными преступлениями, продажей наркотиков и проституцией, чтобы они усилили безопасность комплекса или иначе были бы закрыты. Через год после вмешательства Ричарда Ирвина жители сказали, что комплекс стал «в значительной степени очищен».

## Политическая деятельность
В 2003 году объявил, что будет баллотироваться на должность мэра Ороры после того, как действующий мэр Дэвид Стовер объявил, что не будет баллотироваться на третий срок. Хотя официально выборы были беспартийными, его поддерживали видные республиканские политики и консервативные организации, а его оппонент Том Вайснер пользовался поддержкой политиков-демократов, в том числе сенатора Барака Обамы. В апреле 2005 года Том Вайснер одержал победу, набрав 59 % голосов.
В 2007 году стал олдерменом в городском совете Ороры, став первым афроамериканцем, избранным на эту должность.
В 2008 году объявил, что снова будет баллотироваться на должность мэра и бросить вызов Тому Вайснеру. Ричард Ирвин раскритиковал Тома Вайснера за повышение налогов в течение его первого срока, включая повышение налога на имущество на 7,5 %, и пообещал снизить налоги на имущество в случае избрания мэром. В апреле 2009 года Том Вайснер одержал победу, набрав 8 379 голосов против 3 291 голосов у Ричарда Ирвина.
4 апреля 2017 года победил на выборах мэра Ороры, с небольшим перевесом победив Ричарда «Рика» Гусмана, помощника начальника штаба мэрии, получив 7 574 голосов против 7 404 голосов у Ричарда Гусмана. Был приведен к присяге 9 мая 2017 года в качестве первого мэра-афроамериканца.
6 апреля 2021 года был переизбран на новый четырехлётний срок, победив олдермена Джадда Лофчи и профсоюзного деятеля Джона Леша, набрав более 55 % голосов.
17 января 2022 года объявил, что будет добиваться выдвижения своей кандидатуры от республиканцев на выборах на должность губернатора штата Иллинойс. Его напарником является представитель штата Иллинойс Эйвери Борн.